# Spelets mästare
Spelets Mästare (The Luzhin Defence) är en brittisk-fransk film av Marleen Gorris från 2000 baserad på Vladimir Nabokovs roman med samma namn.

## Handling
Alexandr Ivanovich Luzhin är en av världens främsta schackspelare, han är en inbunden, naiv och tillbakadragen man med en enorm talang för spelet. Men hans liv har varit tragiskt och när han i början av 1920-talet reser till norra Italien för att spela i världsmästerskapen finner han kärleken i den unga ryskan Natalia Katkov. Hon är redan i praktiken bortgift med en annan, men de två förälskar sig i varandra och Natalia ger Alexandr något han aldrig haft förut, livslust.

## Rollista
| John Turturro        | – Aleksandr Ivanovich "Sascha" Luzhin |
| Emily Watson         | – Natalia Katkov                      |
| Geraldine James      | – Vera, Natalia's Mother              |
| Stuart Wilson        | – Leo Valentinov                      |
| Christopher Thompson | – Jean de Stassard                    |
| Fabio Sartor         | – Dottore Salvatore Turati            |
| Peter Blythe         | – Ilya                                |
| Orla Brady           | – Aunt Anna                           |
| Mark Tandy           | – Luzhin's Father                     |
| Kelly Hunter         | – Luzhin's Mother                     |